# Höhle der Briefe

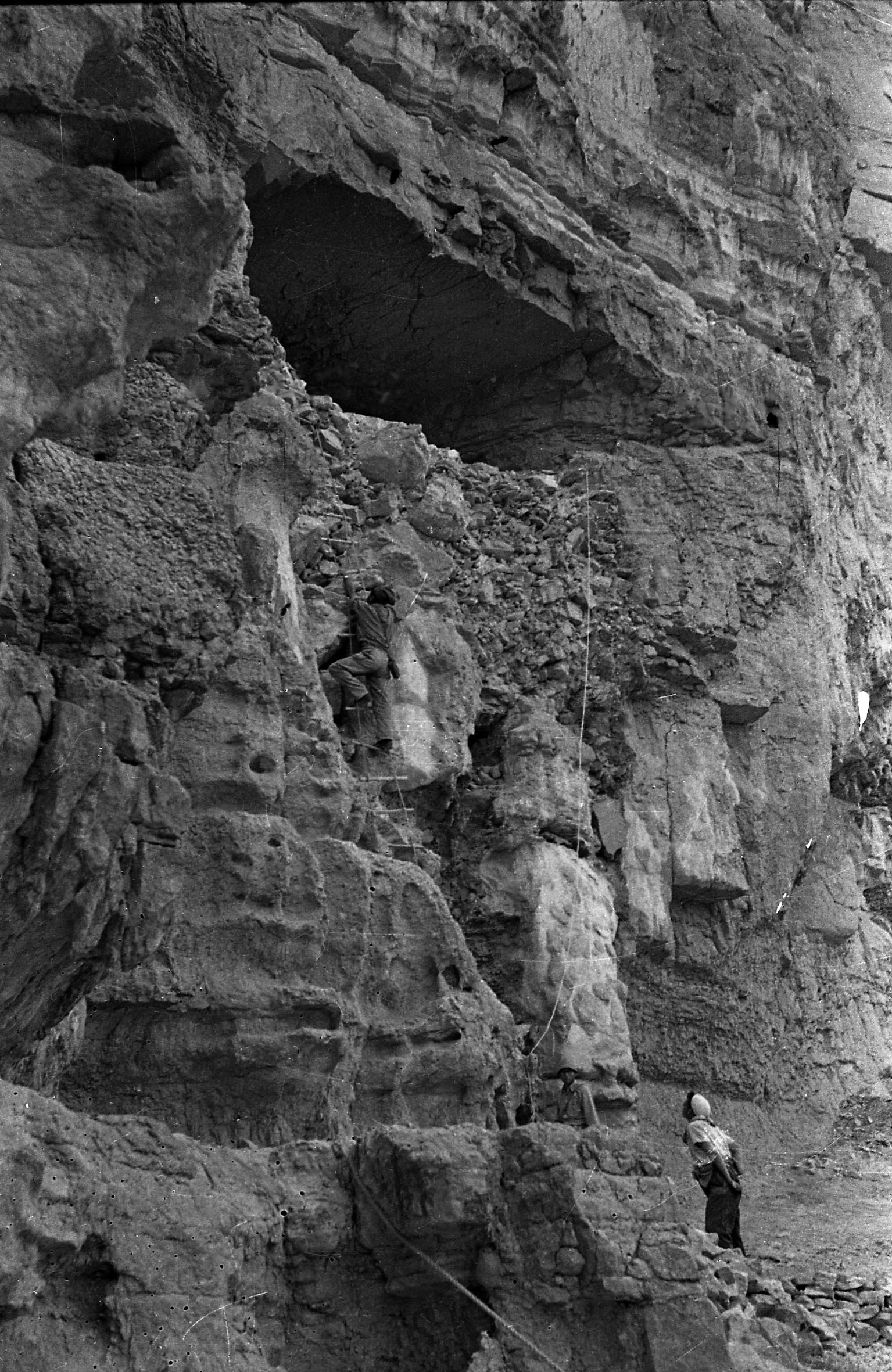
Höhle der Briefe

Die Höhle der Briefe (hebräisch מְעָרַת הָאִגְּרוֹת Məʿarat ha'Igrōt, englisch Cave of Letters; 5/6Ḥev) ist eine archäologische Fundstätte, die zur Höhlengruppe von Nachal Chever (Wadi al-Chabra) in der Judäischen Wüste gehört. Die Funde spiegeln die dramatische Situation in der Endphase des Bar-Kochba-Aufstandes (August/September 135 n. Chr.). Sie bieten auch Anschauungsmaterial der Alltagskultur im 1. und 2. Jahrhundert n. Chr. Die interessantesten Objekte werden heute im Israel Museum in Jerusalem präsentiert.

## Erforschung der Höhle
Obwohl sie sowohl von Beduinen besucht wurde (die dort ihre Zigarettenkippen zurückließen), als auch 1953 von dem Archäologen Yohanan Aharoni, erwies sich die Briefhöhle als die fundreichste Höhle der Expedition von 1960/61 unter Leitung von Jigael Jadin. Die Arbeit der Archäologen in der verzweigten, etwa 150 Meter langen natürlichen Höhle war technisch sehr aufwendig. Die Fundstätte war so schwer zugänglich, dass die Archäologen ihr Material mit einem Armeehubschrauber transportieren lassen mussten. In der Höhle belasteten nicht nur Hitze und Staub das Arbeiten, sondern auch Guano der dortigen Fledermauspopulation.

## Kontext: Bar–Kochba–Aufstand
Die Briefhöhle war ein Zufluchtsort für einige jüdische Familien während des Bar-Kochba-Aufstandes, wurde für sie aber zur Falle: zwar verzichteten die römischen Legionäre darauf, den Flüchtlingen an der steilen Felswand hinterherzuklettern, aber sie richteten oberhalb der Höhle einen Posten ein. So kontrollierten sie den einzigen Zugangsweg, denn von der Höhle aus talwärts zu klettern, war und ist unmöglich.

### Exkurs: Literarische Bezeugung
Die Quellenlage für den Bar-Kochba-Aufstand ist weit schlechter als für den Jüdischen Krieg, den Flavius Josephus detailreich geschildert hat. Immerhin beschrieb Dio Cassius die römische Taktik, die auch im Nachal Chever zur Anwendung kam: Der Feldherr Sextus Iulius Severus „isolierte kleine Gruppen, beraubte diese der Lebensmittel und schloss sie ein. So gelang es ihm, sie ziemlich langsam, aber auf ungefährlichere Weise zu zerschlagen, zu erschöpfen und auszulöschen. Nur sehr wenige von ihnen überlebten.“ Noch Hieronymus erinnerte sich im 4./5. Jahrhundert, dass die Judäer „in solche Bedrängnis kamen, daß sie zusammen mit ihren Frauen und Kindern … in unterirdischen Gängen untertauchten und sich in die allertiefsten Höhlen absonderten. (...sed in tantam habitiatores Judaeae venisse formidinem, ut et ipsi cum conjugibus et liberis, auro et argento quae sibi auxilio fore aestimabant, in foveas terrae demersi sint, et profundissima antra sectati.)“

## Die wichtigsten Funde
Auflistung aller gefundenen Texte mit ihren Signaturen: siehe Nachal Chever.
Dank des Wüstenklimas waren organische Materialien sehr gut erhalten. Die Messer hatten noch ihre originalen Griffe; die antiken Glasschalen hatten keine schillernde Patina entwickelt. Gedrechselte Holzteller haben die gleiche Form, wie man sie von ihren keramischen Pendants kennt.

### Depot von Bronzeobjekten

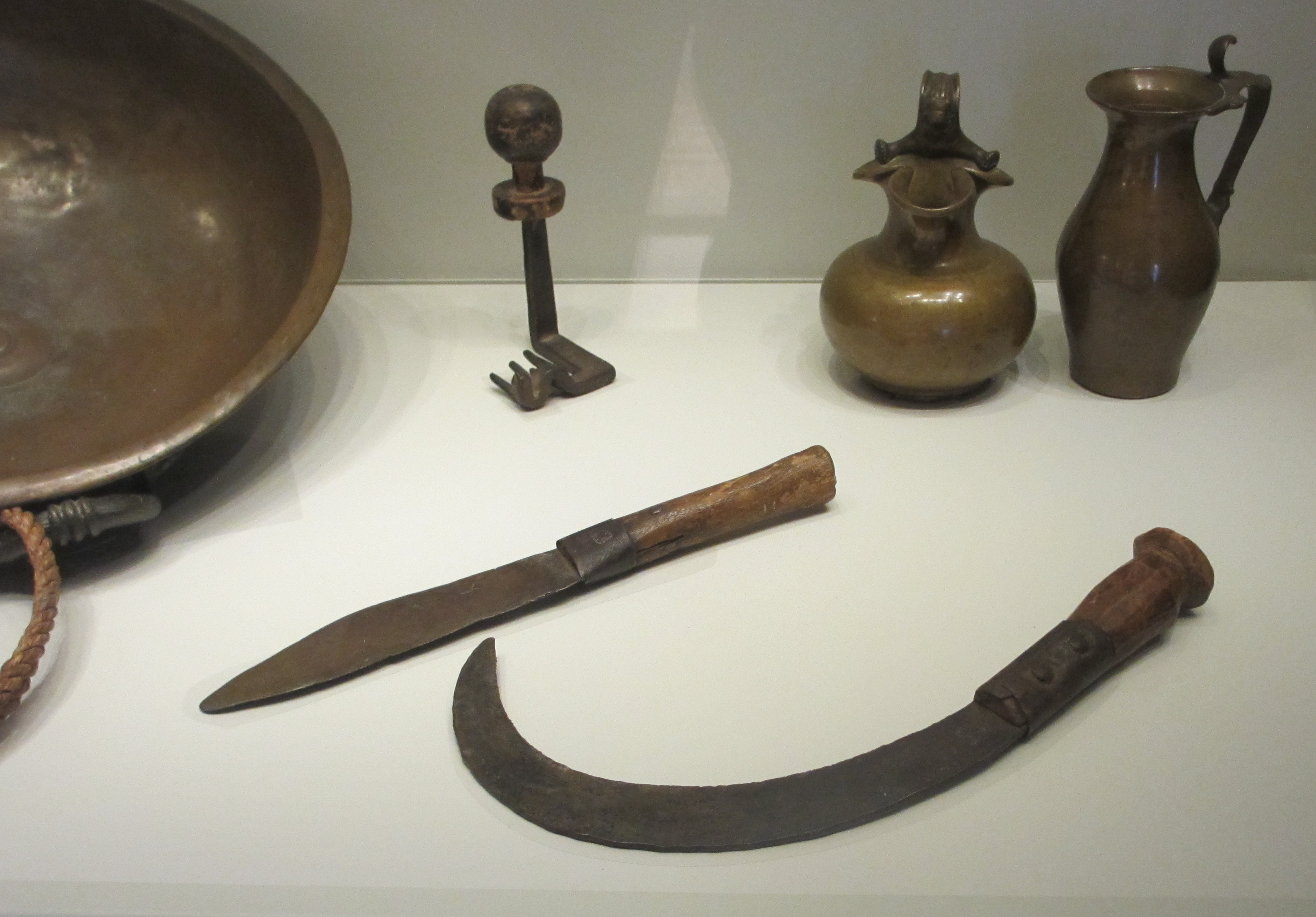
Im Hintergrund: Bronzeschale, Schlüssel, Bronzekrüge. Im Vordergrund: Messer und Sichel.

Kurz hinter dem Doppeleingang öffnet sich die erste Halle (Halle A) der Briefhöhle. Dort war ein Korb mit Bronzeobjekten aus italienischer Produktion abgestellt worden – anscheinend Beutegut der Aufständischen:
- zwei Schalen
- eine große Libationsschale (patera)
- vier Inzensschaufeln
- zwölf Krüge
- ein Schlüssel

Die Aufständischen hatten offenbar die Absicht, diese Gegenstände selbst zu verwenden, trotz ihres Bezuges zum römischen Kult. Das Motiv der Libationsschale, Thetis auf einem Triton reitend, machten sie unkenntlich, um die Schale zu profanieren. Ähnliche Bearbeitungen wurden an den Krughenkeln vorgenommen.
Die Mischna beschreibt ein Verfahren, mit dem ein Jude ein heidnisches Idol profanisieren kann: „Hat er die Spitze seines Ohres, die Spitze seiner Nase, die Spitze seines Fingers abgeschlagen, hat er ihn zusammengedrückt, auch wenn er nichts entfernt hat, hat er ihn entweiht.“

### Schlüsselbund
Von der ersten Halle gelangt man durch einen engen Spalt in die Halle B, an deren linkem Ende die langgezogene Halle C abzweigt. Dort gab es eine Reihe von interessanten Deponierungen. Im vorderen Bereich lag ein Schlüsselbund mit sechs Schlüsseln in typisch römischer Form. Man kann diesen Fund so interpretieren, dass die Geflohenen ihre Wohnungen verschlossen hatten und damit rechneten, wieder dorthin zurückzukehren. Dazu kam es dann nicht mehr.

### Babathas persönliches Versteck

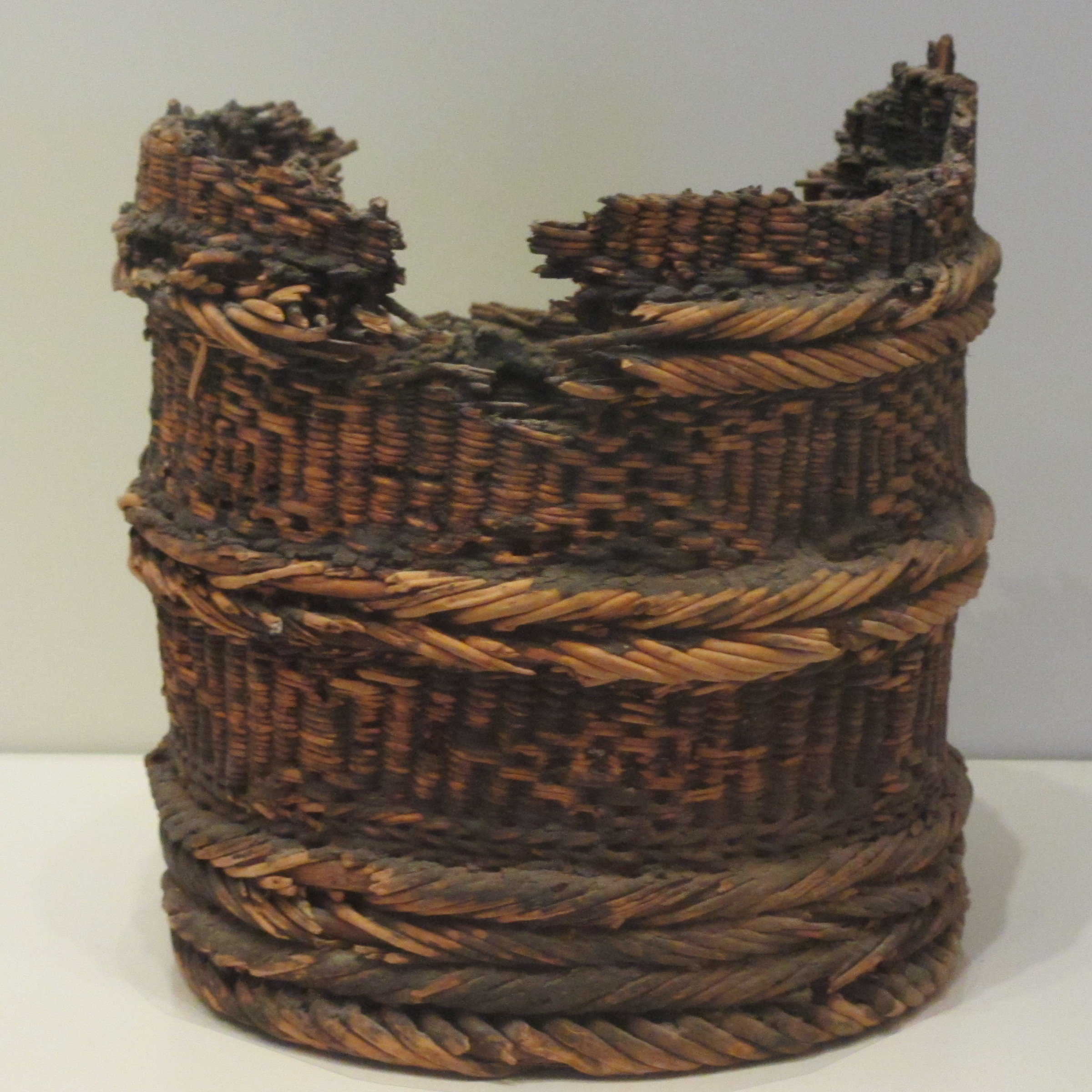
Geflochtener Weidenkorb.

Textfunde in Babathas Depot: siehe Babatha.
In einer Ecke der Halle C hatte Babatha, eine vergleichsweise wohlhabende Frau, ihre persönliche Habe deponiert. Aus ihrer Korrespondenz erfährt man, dass sie „zwei Gatten überlebte und den größten Teil ihres Lebens mit Rechtsstreitigkeiten zubrachte.“ Abgesehen von diesen Dokumenten besaß sie folgende Objekte:
- einen Korb aus Weidenzweigen[12]
- vier Wasserschläuche
- ein Etui
- ein bunt bemaltes hölzernes Schmuckkästchen (ohne Inhalt) mit  halbrundem Deckel und herausziehbarem Boden[12]
- vier Messer
- eine Sichel
- vier Schlüssel
- Holzplatten
- Garnknäuel
- zwei Krüge
- eine eiserne Bratpfanne
- einen Bronzespiegel in seiner originalen Holzverpackung, die die Form eines Tischtennisschlägers hat.[12]

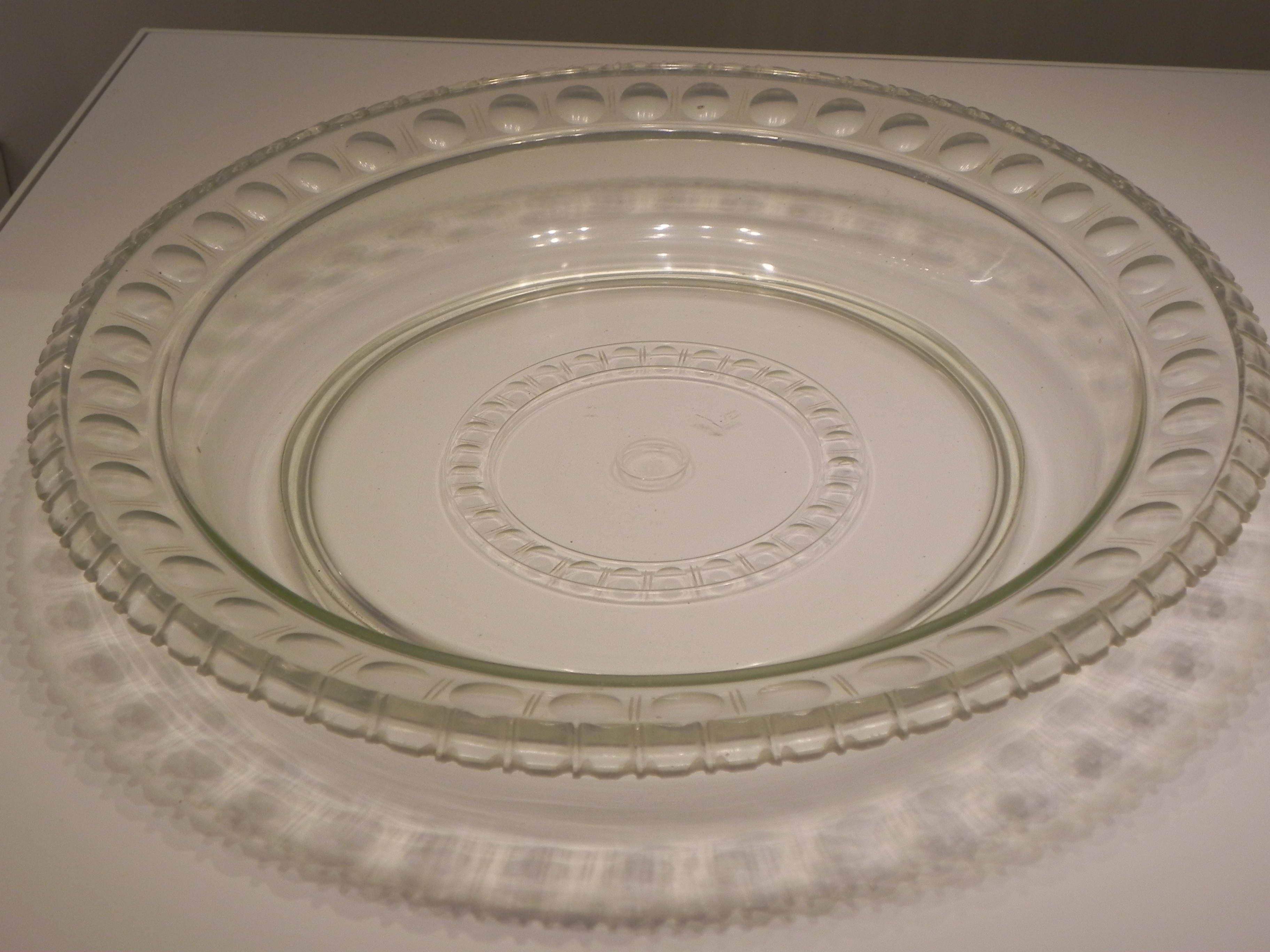
Große Glasschale.

Zwei kleine Glasschalen und eine große waren als Luxusgüter zu ihrem Schutz in Verpackungsmaterial aus Palmfasern eingehüllt worden. Die große, fast wasserklare Facettschale ist von sehr guter Qualität: „Die sparsam und mit einem ausgeprägten Sinn für das Verhältnis von leeren zu dekorierten Flächen verteilte Facettierung besteht aus zwei Bändern von kreisförmigen Schliffen, zwischen die Doppellinien gesetzt sind. Der Rand ist gekerbt und mit einem präzis geschnittenen Band von abgeschrägten Rechtecken versehen.“

### Skelettfunde und Textilien („Schädelnische“)

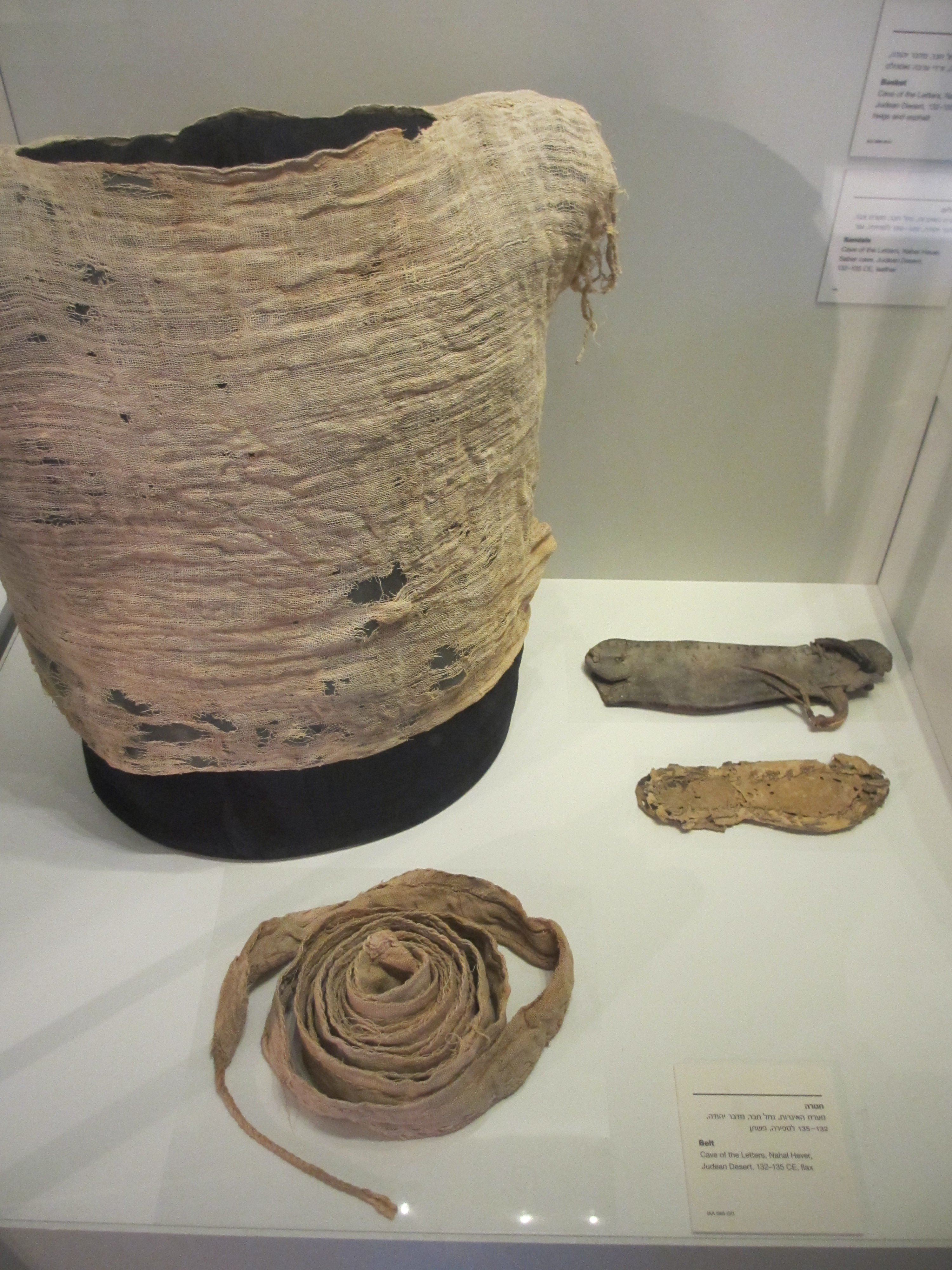
Kinderkleidung: Tunika mit Beutelchen, Sandalen, Gürtel.

Jahre später, nachdem Bar Kochbas Anhänger in dieser Höhle verhungert waren, kamen noch einmal Menschen hierher, um die Skelette zumindest notdürftig zu bestatten. In einem 12 m langen Spalt, der von Halle C abzweigt, wurden Körbe abgestellt mit den sterblichen Überresten von acht Frauen, sechs Kindern und drei Männern. Von großem Interesse für die Archäologen waren die Kleidungsstücke der Bestatteten, nämlich Tuniken und Mäntel:
- Frauenkleider mit typischem Gamma-Muster,
- Männerkleidung mit Zizit
- eine Kindertunika (0,38 × 0,45 m) mit drei abgebundenen Beutelchen, in denen Kräuter, Gewürze und Samen steckten, offenbar als Amulette.[14] Die Streifen (clavi) einer Tunika wurden imitiert durch farbige Schussfäden.[14]

Wegen des Wüstenklimas sind dies wohlerhaltene Garnituren, die zeigen, wie Juden in der römischen Kaiserzeit gekleidet waren. Jadin publizierte 92 Textilfunde aus der Briefhöhle, 254 weitere Textilfragmente wurden bei einer Nachgrabung 2000/2001 geborgen. Nur ein einziges Exemplar verstößt gegen das Verbot der Tora, Wolle und Leinen zu mischen (Schatnes), indem mit einem Leinenfaden auf einem Wollstoff genäht wurde. Die Kleidungsstücke wurden bei der Flucht mitgeführt bzw. getragen und sind an vielen Stellen geflickt. Der Fund eines gefärbten, ungesponnenen Wollknäuels zeigt, dass die Wolle zuerst gefärbt und dann gesponnen wurde; die Grundfarben waren Gelb, Rot und Blau. Ein Wollknäuel war anscheinend für die Herstellung von Zizit gedacht und zeigt, wie die in der Tora erwähnte blaue Farbe (Techelet) erzielt wurde: es war eine Purpurimitation auf Basis von Aluminium, Eisen, Kalzium, Indigo und Karmesin.

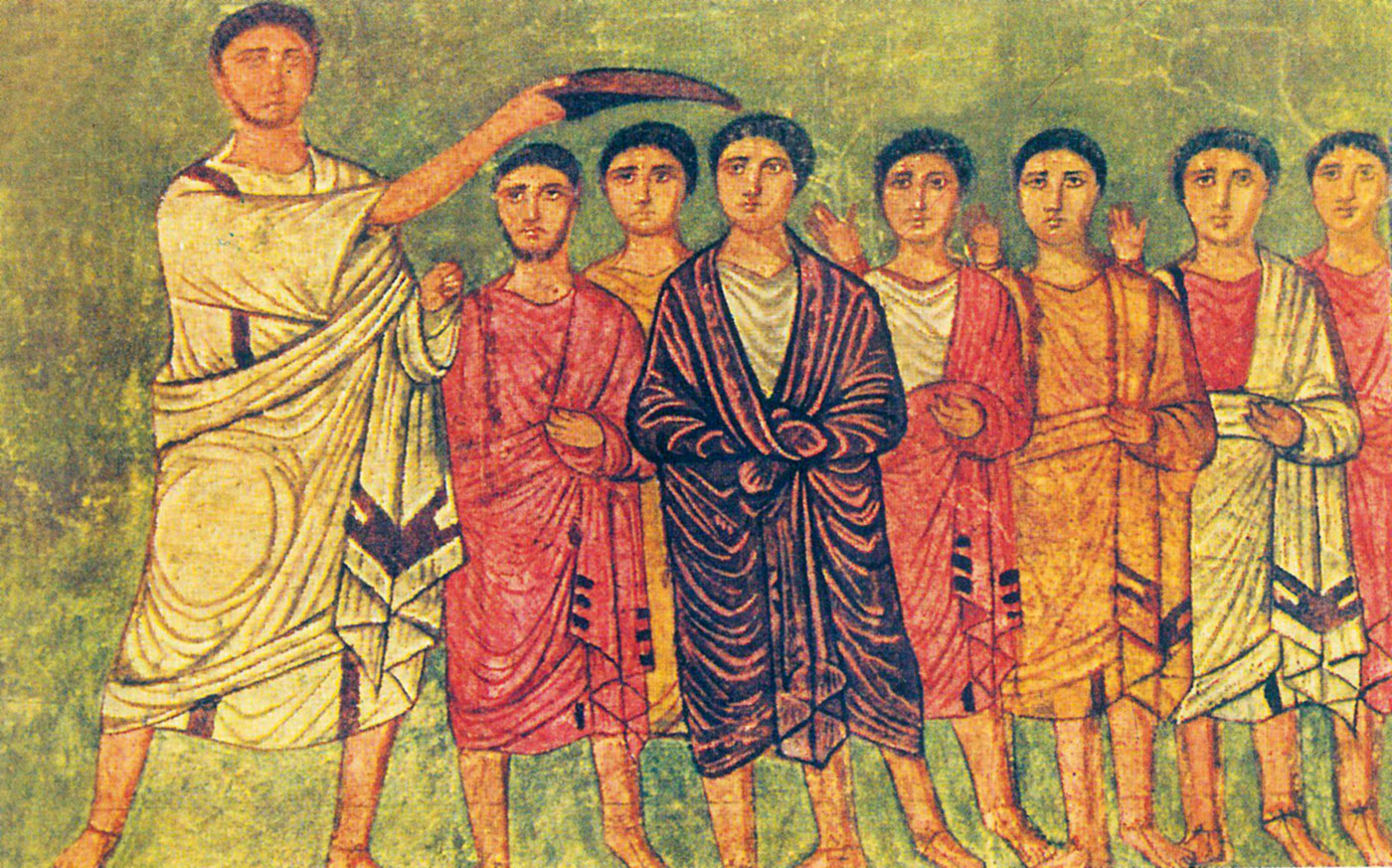
Fresko der Synagoge von Dura Europos: Oberkleidung mit gekerbtem Bandmuster, Unterkleidung mit Längsstreifen (Nationalmuseum Damaskus).

Zwei farbig abgesetzte Längsstreifen auf den Tuniken entsprechen der „typischen Tracht des römischen Ostens.“ Am besten erhalten war die Tunika eines 14 bis 15 Jahre alten Jugendlichen; sie hatte die Abmessungen 0,90 × 0,65 m.
Das Obergewand (Mantel) bestand aus einem großen rechteckigen Stück Stoff. Unterschiedliche farbige Muster zeigten, ob es ein Männer- oder Frauenmantel war; erstere hatten ein gekerbtes Bandmuster, letztere ein gekerbtes Gamma-Muster. Diese Dekormuster sind z. B. auch auf den Fresken der Synagoge von Dura Europos zu sehen. Ein besonders gut erhaltener Frauenmantel hat die Abmessungen 1,40 × 2,70 m und zeigt, dass die Gammamuster auf die vier Ecken des Stoffes zuliefen. Außerdem gab es noch Schals mit Fransen, darunter ein schwarzer Trauerschal.
Sogar von den Haarnetzen, die von den Frauen als Kopfbedeckung getragen wurden, fanden sich Reste.
Im Fundgut waren auch einige modern wirkende Sandalen aus Rindsleder. Das Prinzip ist heute noch gebräuchlich: beiderseits des Knöchels sind zwei verstärkte Lederstreifen an der Sohle befestigt. Sie haben oben Schlitze, durch die ein Halteriemen geführt wurde, der neben dem großen Zeh mit der Sohle verbunden wurde. „Durch eine Lederhülse ließen sich diese Riemen straffen und dem Fuß anpassen.“

### Bar-Kochba-Archiv
Im hintersten Winkel der Halle C hatten die Eingeschlossenen ein Versteck angelegt. Unter Wollknäueln, Metallgegenständen, Kosmetikartikeln, Perlen, Leder- und Textilstücken befand sich ein Bündel von 15 Briefen Bar Kochbas (Unterschrift: Schimeon Bar Kosiba). Als Adressaten treten Jehonatan ben Beajan und Masabala ben Schimeon besonders hervor, seine Militärführer in En Gedi.
Der Aufstand war schon in seine letzte Phase eingetreten. Bar Kochba hatte Schwierigkeiten, seine Leute zu mobilisieren, oder diese waren wegen des römischen Drucks einfach nicht mehr in der Lage, seine Befehle auszuführen. Mitten in all diesem Chaos ordnete Bar Kochba eine Lieferung von Früchten und Zweigen an für Feststräuße am Sukkotfest. Das Briefbündel war mit Schnur umwickelt und mit einer Tonbulle versehen.